# Тервис (футбольный клуб)
«Тервис» (эст. Pärnu JK Tervis) — ныне не существующий эстонский футбольный клуб из города Пярну. Провёл несколько сезонов в высшей лиге Эстонии в межвоенный период и после восстановления независимости.

## История
«Тервис» (в переводе с эстонского — «Здоровье») — один из первых мультиспортивных клубов города Пярну. Основан 11 апреля 1921 года на базе борцовских объединений, существовавших в 1919—1920 годах при местном кинотеатре «Идеал». Первым руководителем клуба был деятель Союза обороны Эстонии Сергей Манго, в числе основателей — поэт и будущий коммунистический руководитель Йоханнес Варес, мэр Пярну г-н Соо, руководитель городского отделения Эстонского банка г-н Кангро. В клубе культивировались борьба, тяжёлая атлетика, лёгкая атлетика, теннис, футбол и другие виды.
В 1921 году «Тервис» дебютировал в чемпионате Эстонии по футболу, который тогда разыгрывался по олимпийской системе, первоначально в классе «Б» и региональных соревнованиях. В 1925—1928 годах участвовал в соревнованиях ведущих команд страны, но неизменно уступал. В 1927 году в четвертьфинале потерпел поражение 1:16 от таллинского «Спорта». С 1929 года, после перехода чемпионата страны на круговую систему, клуб несколько лет выступал в низших лигах. В 1935 году вернулся в высший дивизион, заняв в дебютном сезоне шестое место из восьми команд. В 1936 году показал лучший результат в довоенных чемпионатах — четвёртое место, затем снова был шестым, а в сезоне 1938/39 занял место в зоне вылета. Этот период также отмечен разгромными поражениями от клуба «Эстония» — 1:12 в 1936 году и 1:14 в сезоне 1937/38.
В годы немецкой оккупации «Тервис» снова принимал участие в высшем дивизионе. В 1942 и 1943 годах становился бронзовым призёром чемпионата. При советской власти был расформирован.
В 1992 году клуб был восстановлен на базе команды «Пярну КЕК» и включён в первую лигу Эстонии. В сезонах 1992/93 и 1994/95 становился победителем первой лиги. В сезоне 1993/94 провёл дебютный сезон в новой истории в высшей лиге и занял восьмое место среди 12 команд, однако из-за сокращения числа участников высшей лиги опустился в низший дивизион.
В 1995—1998 годах неизменно участвовал в высшей лиге. В 1995 году выступал в Кубке Интертото, где проиграл все 4 матча. При этом клуб стал партнёром одного из ведущих эстонских клубов, таллинской «Флоры», и по решению владельцев в 1996—1998 годах представлял посёлок Лелле и был переименован в «Лелле СК». В сезоне 1996/97 показал свой лучший результат в новой истории — четвёртое место в чемпионате.
Перед началом сезона 1999 года клубы были разделены — «Лелле СК» остался в высшем дивизионе (но занял место в зоне вылета), а восстановленный «Тервис» был заявлен во вторую лигу. В 2000 году «Тервису» было отдано место клуба «Лелле» в первой лиге, откуда спустя год он вылетел. В 2002 году клуб стал победителем второй лиги. В 2003—2005 годах играл в первой лиге, по окончании сезона 2005 года был расформирован.
В 2022 году клуб под названием «Тервис» был воссоздан и включен в третью лигу (пятый уровень футбола в Эстонии). О преемственности к прежнему клубу сведений нет.

## Статистика выступлений
| Сезон   | Лига     | Место | Участники | Матчи | В  | Н | П  | ЗМ | ПМ  | РМ   | О  | Бомбардир                        |
| ------- | -------- | ----- | --------- | ----- | -- | - | -- | -- | --- | ---- | -- | -------------------------------- |
| 1992    | первая   | 6.    | 8         | 12    | 2  | 4 | 6  | 21 | 26  | -5   | 8  |                                  |
| 1992/93 | первая   | 1.    | 9         | 16    | 13 | 0 | 3  | 77 | 15  | +62  | 26 |                                  |
| 1993/94 | высшая   | 8.    | 12        | 22    | 5  | 2 | 15 | 18 | 47  | −29  | 12 | Арго Арбейтер Аймар Тынтс (по 4) |
| 1994/95 | первая   | 2.    | 6         | 10    | 6  | 1 | 3  | 18 | 4   | +14  | 19 |                                  |
| 1994/95 | плей-офф | 1.    | 6         | 10    | 7  | 1 | 2  | 32 | 8   | +24  | 22 |                                  |
| 1995/96 | высшая   | 6.    | 8         | 24    | 6  | 3 | 15 | 32 | 57  | −25  | 13 | Иван О’Коннел-Бронин (8)         |
| 1996/97 | высшая   | 4.    | 8         | 24    | 8  | 6 | 10 | 26 | 37  | -11  | 20 | Арго Арбейтер (6)                |
| 1997/98 | высшая   | 8.    | 8         | 14    | 3  | 1 | 10 | 11 | 34  | -23  | 10 | 4 игрока (по 2)                  |
| 1997/98 | плей-офф | 1.    | 6         | 10    | 8  | 2 | 0  | 52 | 10  | +42  | 26 |                                  |
| 1998    | высшая   | 8.    | 8         | 14    | 0  | 3 | 11 | 10 | 39  | -29  | 3  | Пер Симен Фоссум (3)             |
| 1999    | вторая   | 3.    | 6         | 20    | 9  | 3 | 8  | 47 | 40  | +7   | 30 | Алексей Галкин (16)              |
| 2000    | первая   | 2.    | 8         | 28    | 16 | 3 | 9  | 63 | 34  | +29  | 51 | Энвер Яагер (12)                 |
| 2001    | первая   | 8.    | 8         | 28    | 1  | 0 | 27 | 25 | 146 | −121 | 3  | Том Кярсон (9)                   |
| 2002    | вторая   | 1.    | 6         | 20    | 15 | 4 | 1  | 61 | 21  | +40  | 49 | Дмитрий Гиришин (14)             |
| 2003    | первая   | 2.    | 8         | 28    | 16 | 5 | 7  | 69 | 36  | +33  | 53 | Ярмо Ахьюпера (13)               |
| 2004    | первая   | 3.    | 8         | 28    | 18 | 2 | 8  | 70 | 50  | +20  | 56 | Михаил Ищук (18)                 |
| 2005    | первая   | 5.    | 10        | 36    | 14 | 8 | 14 | 73 | 53  | +20  | 50 | Каупо Маргусонов (12)            |

## Названия
- «Тервис» (Pärnu SS Tervis) (1921—1940, 1941—1944)
- КЕК (Pärnu KEK) (~1992)
- «Тервис» (Pärnu JK Tervis) (1992—1996)
- «Лелле» (Lelle SK) (1996—1998)
- «Тервис» (Pärnu JK Tervis) (1999—2005)

## Тренеры
- Альберт Вольрат (1942—1943)
- Сергей Ратников (~1993)
- Тармо Рюйтли (1993—1994)
- Сергей Ратников (1994—1997)
- Заур Чилингарашвили (1997—1998)
- Карел Воолайд (2004—2005)